# Screen Actors Guild-díj a legjobb színésznek (vígjátéksorozat)
A legjobb színész (vígjátéksorozat) kategóriában átadott Screen Actors Guild-díjat az első, 1995-ös díjátadó óta osztják ki minden évben, értékelve a televíziós vígjátéksorozatok férfi fő- és mellékszereplőit.
A legtöbb győzelem rekordját Alec Baldwin tartja, hét egymást követő alkalommal vehette át a díjat A stúdió című sorozatban betöltött szerepéért. A legtöbb, kilenc jelölést Tony Shalhoub szerezte (négy győzelemmel). Alec Baldwin, Kelsey Grammer és David Hyde Pierce nyolc-nyolc alkalommal kapott jelölést – utóbbi két színész a Frasier – A dumagép című sorozatért.

## Győztesek és jelöltek
(MEGJEGYZÉS: Az „Év” oszlop az adott sorozat értékeléséül szolgáló sugárzási évre utal, a tényleges díjátadó ceremóniát a következő évben rendezték meg.)

### 1990-es évek
| Év                | Színész           | Színész             | Szerep                  | Magyar cím            | Eredeti cím | Adó |
| 1994 1. gála      |                   |                     |                         |                       |             |     |
| ----------------- | ----------------- | ------------------- | ----------------------- | --------------------- | ----------- | --- |
| 1994 1. gála      |                   | Jason Alexander     | George Costanza         | Seinfeld              | Seinfeld    | NBC |
| 1994 1. gála      | John Goodman      | Dan Conner          | Roseanne                | Roseanne              | ABC         |     |
| 1994 1. gála      | Kelsey Grammer    | Frasier Crane       | Frasier – A dumagép     | Frasier               | NBC         |     |
| 1994 1. gála      | David Hyde Pierce | Niles Crane         | Frasier – A dumagép     | Frasier               | NBC         |     |
| 1994 1. gála      | Paul Reiser       | Paul Buchman        | Megőrülök érted         | Mad About You         | NBC         |     |
| 1995 2. gála      |                   |                     |                         |                       |             |     |
|                   | David Hyde Pierce | Niles Crane         | Frasier – A dumagép     | Frasier               | NBC         |     |
| Jason Alexander   | George Costanza   | Seinfeld            | Seinfeld                | NBC                   |             |     |
| Michael Richards  | Cosmo Kramer      | Seinfeld            | Seinfeld                | NBC                   |             |     |
| Kelsey Grammer    | Frasier Crane     | Frasier – A dumagép | Frasier                 | NBC                   |             |     |
| Paul Reiser       | Paul Buchman      | Megőrülök érted     | Mad About You           | NBC                   |             |     |
| 1996 3. gála      |                   |                     |                         |                       |             |     |
|                   | John Lithgow      | Dick Solomon        | Űrbalekok               | 3rd Rock from the Sun | NBC         |     |
| Jason Alexander   | George Costanza   | Seinfeld            | Seinfeld                | NBC                   |             |     |
| Michael Richards  | Cosmo Kramer      | Seinfeld            | Seinfeld                | NBC                   |             |     |
| Kelsey Grammer    | Frasier Crane     | Frasier – A dumagép | Frasier                 | NBC                   |             |     |
| David Hyde Pierce | Niles Crane       | Frasier – A dumagép | Frasier                 | NBC                   |             |     |
| 1997 4. gála      |                   |                     |                         |                       |             |     |
|                   | John Lithgow      | Dick Solomon        | Űrbalekok               | 3rd Rock from the Sun | NBC         |     |
| Jason Alexander   | George Costanza   | Seinfeld            | Seinfeld                | NBC                   |             |     |
| Michael Richards  | Cosmo Kramer      | Seinfeld            | Seinfeld                | NBC                   |             |     |
| Kelsey Grammer    | Frasier Crane     | Frasier – A dumagép | Frasier                 | NBC                   |             |     |
| David Hyde Pierce | Niles Crane       | Frasier – A dumagép | Frasier                 | NBC                   |             |     |
| 1998 5. gála      |                   |                     |                         |                       |             |     |
|                   | Michael J. Fox    | Mike Flaherty       | Kerge város             | Spin City             | ABC         |     |
| Jason Alexander   | George Costanza   | Seinfeld            | Seinfeld                | NBC                   |             |     |
| Kelsey Grammer    | Frasier Crane     | Frasier – A dumagép | Frasier                 | NBC                   |             |     |
| David Hyde Pierce | Niles Crane       | Frasier – A dumagép | Frasier                 | NBC                   |             |     |
| Peter MacNicol    | John Cage         | Ally McBeal         | Ally McBeal             | Fox                   |             |     |
| 1999 6. gála      |                   |                     |                         |                       |             |     |
|                   |                   |                     |                         |                       |             |     |
| Michael J. Fox    | Mike Flaherty     | Kerge város         | Spin City               | ABC                   |             |     |
| Kelsey Grammer    | Frasier Crane     | Frasier – A dumagép | Frasier                 | NBC                   |             |     |
| David Hyde Pierce | Niles Crane       | Frasier – A dumagép | Frasier                 | NBC                   |             |     |
| Peter MacNicol    | John Cage         | Ally McBeal         | Ally McBeal             | Fox                   |             |     |
| Ray Romano        | Ray Barone        | Szeretünk Raymond   | Everybody Loves Raymond | CBS                   |             |     |

### 2000-es évek
| Év                | Színész           | Színész                      | Szerep                  | Magyar cím   | Eredeti cím | Adó |
| 2000 7. gála      |                   |                              |                         |              |             |     |
| ----------------- | ----------------- | ---------------------------- | ----------------------- | ------------ | ----------- | --- |
| 2000 7. gála      |                   | Robert Downey Jr.            | Larry Paul              | Ally McBeal  | Ally McBeal | Fox |
| 2000 7. gála      | Kelsey Grammer    | Frasier Crane                | Frasier – A dumagép     | Frasier      | NBC         |     |
| 2000 7. gála      | David Hyde Pierce | Niles Crane                  | Frasier – A dumagép     | Frasier      | NBC         |     |
| 2000 7. gála      | Sean Hayes        | Jack McFarland               | Will és Grace           | Will & Grace | NBC         |     |
| 2000 7. gála      | Peter MacNicol    | John Cage                    | Ally McBeal             | Ally McBeal  | Fox         |     |
| 2001 8. gála      |                   |                              |                         |              |             |     |
|                   | Sean Hayes        | Jack McFarland               | Will és Grace           | Will & Grace | NBC         |     |
| Peter Boyle       | Frank Barone      | Szeretünk Raymond            | Everybody Loves Raymond | CBS          |             |     |
| Ray Romano        | Ray Barone        | Szeretünk Raymond            | Everybody Loves Raymond | CBS          |             |     |
| Kelsey Grammer    | Frasier Crane     | Frasier – A dumagép          | Frasier                 | NBC          |             |     |
| David Hyde Pierce | Niles Crane       | Frasier – A dumagép          | Frasier                 | NBC          |             |     |
| 2002 9. gála      |                   |                              |                         |              |             |     |
|                   | Sean Hayes        | Jack McFarland               | Will és Grace           | Will & Grace | NBC         |     |
| Matt LeBlanc      | Joey Tribbiani    | Jóbarátok                    | Friends                 | NBC          |             |     |
| Bernie Mac        | Bernie McCullough |                              | The Bernie Mac Show     | Fox          |             |     |
| Ray Romano        | Ray Barone        | Szeretünk Raymond            | Everybody Loves Raymond | CBS          |             |     |
| Tony Shalhoub     | Adrian Monk       | Monk – A flúgos nyomozó      | Monk                    | USA          |             |     |
| 2003 10. gála     |                   |                              |                         |              |             |     |
|                   | Tony Shalhoub     | Adrian Monk                  | Monk – A flúgos nyomozó | Monk         | USA         |     |
| Peter Boyle       | Frank Barone      | Szeretünk Raymond            | Everybody Loves Raymond | CBS          |             |     |
| Brad Garrett      | Robert Barone     | Szeretünk Raymond            | Everybody Loves Raymond | CBS          |             |     |
| Ray Romano        | Ray Barone        | Szeretünk Raymond            | Everybody Loves Raymond | CBS          |             |     |
| Sean Hayes        | Jack McFarland    | Will és Grace                | Will & Grace            | NBC          |             |     |
| 2004 11. gála     |                   |                              |                         |              |             |     |
|                   | Tony Shalhoub     | Adrian Monk                  | Monk – A flúgos nyomozó | Monk         | USA         |     |
| Jason Bateman     | Michael Bluth     | Az ítélet: család            | Arrested Development    | Fox          |             |     |
| Sean Hayes        | Jack McFarland    | Will és Grace                | Will & Grace            | NBC          |             |     |
| Ray Romano        | Ray Barone        | Szeretünk Raymond            | Everybody Loves Raymond | CBS          |             |     |
| Charlie Sheen     | Charlie Harper    | Két pasi – meg egy kicsi     | Two and a Half Men      | CBS          |             |     |
| 2005 12. gála     |                   |                              |                         |              |             |     |
|                   | Sean Hayes        | Jack McFarland               | Will és Grace           | Will & Grace | NBC         |     |
| Larry David       | önmaga            | Félig üres                   | Curb Your Enthusiasm    | HBO          |             |     |
| Jason Lee         | Earl Hickey       | A nevem Earl                 | My Name Is Earl         | NBC          |             |     |
| William Shatner   | Denny Crane       | Boston Legal – Jogi játszmák | Boston Legal            | ABC          |             |     |
| James Spader      | Alan Shore        | Boston Legal – Jogi játszmák | Boston Legal            | ABC          |             |     |
| 2006 13. gála     |                   |                              |                         |              |             |     |
|                   | Alec Baldwin      | Jack Donaghy                 | A stúdió                | 30 Rock      | NBC         |     |
| Steve Carell      | Michael Scott     | Office                       | The Office              | NBC          |             |     |
| Jason Lee         | Earl Hickey       | A nevem Earl                 | My Name Is Earl         | NBC          |             |     |
| Jeremy Piven      | Ari Gold          | Törtetők                     | Entourage               | HBO          |             |     |
| Tony Shalhoub     | Adrian Monk       | Monk – A flúgos nyomozó      | Monk                    | USA          |             |     |
| 2007 14. gála     |                   |                              |                         |              |             |     |
|                   | Alec Baldwin      | Jack Donaghy                 | A stúdió                | 30 Rock      | NBC         |     |
| Steve Carell      | Michael Scott     | Office                       | The Office              | NBC          |             |     |
| Ricky Gervais     | Andy Millman      | Futottak még…                | Extras                  | HBO          |             |     |
| Jeremy Piven      | Entourage         | Törtetők                     | Ari Gold                | HBO          |             |     |
| Tony Shalhoub     | Adrian Monk       | Monk – A flúgos nyomozó      | Monk                    | USA          |             |     |
| 2008 15. gála     |                   |                              |                         |              |             |     |
|                   | Alec Baldwin      | Jack Donaghy                 | A stúdió                | 30 Rock      | NBC         |     |
| Steve Carell      | Michael Scott     | Office                       | The Office              | NBC          |             |     |
| David Duchovny    | Hank Moody        | Kaliforgia                   | Californication         | Showtime     |             |     |
| Jeremy Piven      | Ari Gold          | Törtetők                     | Entourage               | HBO          |             |     |
| Tony Shalhoub     | Adrian Monk       | Monk – A flúgos nyomozó      | Monk                    | USA          |             |     |
| 2009 16. gála     |                   |                              |                         |              |             |     |
|                   | Alec Baldwin      | Jack Donaghy                 | A stúdió                | 30 Rock      | NBC         |     |
| Steve Carell      | Michael Scott     | Office                       | The Office              | NBC          |             |     |
| Larry David       | önmaga            | Félig üres                   | Curb Your Enthusiasm    | HBO          |             |     |
| Tony Shalhoub     | Adrian Monk       | Monk – A flúgos nyomozó      | Monk                    | USA          |             |     |
| Charlie Sheen     | Charlie Harper    | Két pasi – meg egy kicsi     | Two and a Half Men      | CBS          |             |     |

### 2010-es évek
| Év               | Színész                     | Színész                          | Szerep                     | Magyar cím                | Eredeti cím        | Adó |
| 2010 17. gála    |                             |                                  |                            |                           |                    |     |
| ---------------- | --------------------------- | -------------------------------- | -------------------------- | ------------------------- | ------------------ | --- |
| 2010 17. gála    |                             | Alec Baldwin                     | Jack Donaghy               | A stúdió                  | 30 Rock            | NBC |
| 2010 17. gála    | Ty Burrell                  | Phil Dunphy                      | Modern család              | Modern Family             | ABC                |     |
| 2010 17. gála    | Ed O’Neill                  | Jay Pritchett                    | Modern család              | Modern Family             | ABC                |     |
| 2010 17. gála    | Steve Carell                | Michael Scott                    | Office                     | The Office                | NBC                |     |
| 2010 17. gála    | Chris Colfer                | Kurt Hummel                      | Glee – Sztárok leszünk!    | Glee                      | ABC                |     |
| 2011 18. gála    |                             |                                  |                            |                           |                    |     |
|                  | Alec Baldwin                | Jack Donaghy                     | A stúdió                   | 30 Rock                   | NBC                |     |
| Ty Burrell       | Phil Dunphy                 | Modern család                    | Modern Family              | ABC                       |                    |     |
| Eric Stonestreet | Cameron Tucker              | Modern család                    | Modern Family              | ABC                       |                    |     |
| Steve Carell     | Michael Scott               | Office                           | The Office                 | NBC                       |                    |     |
| Jon Cryer        | Alan Harper                 | Két pasi – meg egy kicsi         | Two and a Half Men         | CBS                       |                    |     |
| 2012 19. gála    |                             |                                  |                            |                           |                    |     |
|                  | Alec Baldwin                | Jack Donaghy                     | A stúdió                   | 30 Rock                   | NBC                |     |
| Ty Burrell       | Phil Dunphy                 | Modern család                    | Modern Family              | ABC                       |                    |     |
| Eric Stonestreet | Cameron Tucker              | Modern család                    | Modern Family              | ABC                       |                    |     |
| Louis C.K.       | Louie                       | Louie                            | Louie                      | FX                        |                    |     |
| Jim Parsons      | Sheldon Cooper              | Agymenők                         | The Big Bang Theory        | CBS                       |                    |     |
| 2013 20. gála    |                             |                                  |                            |                           |                    |     |
|                  | Ty Burrell                  | Phil Dunphy                      | Modern család              | Modern Family             | ABC                |     |
| Alec Baldwin     | Jack Donaghy                | A stúdió                         | 30 Rock                    | NBC                       |                    |     |
| Jason Bateman    | Michael Bluth               | Az ítélet: család                | Arrested Development       | Netflix                   |                    |     |
| Don Cheadle      | Marty Kaan                  | Gátlástalanok                    | House of Lies              | Showtime                  |                    |     |
| Jim Parsons      | Sheldon Cooper              | Agymenők                         | The Big Bang Theory        | CBS                       |                    |     |
| 2014 21. gála    |                             |                                  |                            |                           |                    |     |
|                  | William H. Macy             | Frank Gallagher                  | Shameless – Szégyentelenek | Shameless                 | Showtime           |     |
| Ty Burrell       | Phil Dunphy                 | Modern család                    | Modern Family              | ABC                       |                    |     |
| Eric Stonestreet | Cameron Tucker              | Modern család                    | Modern Family              | ABC                       |                    |     |
| Louis C.K.       | Louie                       | Louie                            | Louie                      | FX                        |                    |     |
| Jim Parsons      | Sheldon Cooper              | Agymenők                         | The Big Bang Theory        | CBS                       |                    |     |
| 2015 22. gála    |                             |                                  |                            |                           |                    |     |
|                  | Jeffrey Tambor              | Maura Pfefferman                 | Nincs titok                | Transparent               | Amazon Prime Video |     |
| Ty Burrell       | Phil Dunphy                 | Modern család                    | Modern Family              | ABC                       |                    |     |
| Louis C.K.       | Louie                       | Louie                            | Louie                      | FX                        |                    |     |
| William H. Macy  | Frank Gallagher             | Shameless – Szégyentelenek       | Shameless                  | Showtime                  |                    |     |
| Jim Parsons      | Sheldon Cooper              | Agymenők                         | The Big Bang Theory        | CBS                       |                    |     |
| 2016 23. gála    |                             |                                  |                            |                           |                    |     |
|                  | William H. Macy             | Frank Gallagher                  | Shameless – Szégyentelenek | Shameless                 | Showtime           |     |
| Anthony Anderson | Andre 'Dre' Johnson Sr.     | Feketék fehéren                  | Black-ish                  | ABC                       |                    |     |
| Tituss Burgess   | Titus Andromedon            | A megtörhetetlen Kimmy Schmidt   | Unbreakable Kimmy Schmidt  | Netflix                   |                    |     |
| Ty Burrell       | Phil Dunphy                 | Modern család                    | Modern Family              | ABC                       |                    |     |
| Jeffrey Tambor   | Maura Pfefferman            | Nincs titok                      | Transparent                | Amazon Prime Video        |                    |     |
| 2017 24. gála    |                             |                                  |                            |                           |                    |     |
|                  | William H. Macy             | Frank Gallagher                  | Shameless – Szégyentelenek | Shameless                 | Showtime           |     |
| Anthony Anderson | Andre 'Dre' Johnson Sr.     | Feketék fehéren                  | Black-ish                  | ABC                       |                    |     |
| Aziz Ansari      | Dev Shah                    | Master of None – Majdnem elég jó | Master of None             | Netflix                   |                    |     |
| Larry David      | önmaga                      | Félig üres                       | Curb Your Enthusiasm       | HBO                       |                    |     |
| Sean Hayes       | Jack McFarland              | Will és Grace                    | Will & Grace               | NBC                       |                    |     |
| Marc Maron       | Sam Sylvia                  | GLOW                             | GLOW                       | Netflix                   |                    |     |
| 2018 25. gála    |                             |                                  |                            |                           |                    |     |
|                  | Tony Shalhoub               | Abe Weissman                     | A káprázatos Mrs. Maisel   | The Marvelous Mrs. Maisel | Amazon Prime Video |     |
| Alan Arkin       | Norman Newlander            | A Kominsky-módszer               | The Kominsky Method        | Netflix                   |                    |     |
| Michael Douglas  | Sandy Kominsky              | A Kominsky-módszer               | The Kominsky Method        | Netflix                   |                    |     |
| Bill Hader       | Barry Berkman / Barry Block | Barry                            | Barry                      | HBO                       |                    |     |
| Henry Winkler    | Gene Cousineau              | Barry                            | Barry                      | HBO                       |                    |     |
| 2019 26. gála    |                             |                                  |                            |                           |                    |     |
|                  | Tony Shalhoub               | Abe Weissman                     | A káprázatos Mrs. Maisel   | The Marvelous Mrs. Maisel | Amazon Prime Video |     |
| Alan Arkin       | Norman Newlander            | A Kominsky-módszer               | The Kominsky Method        | Netflix                   |                    |     |
| Michael Douglas  | Sandy Kominsky              | A Kominsky-módszer               | The Kominsky Method        | Netflix                   |                    |     |
| Bill Hader       | Barry Berkman / Barry Block | Barry                            | Barry                      | HBO                       |                    |     |
| Andrew Scott     | Pap                         | Bolhafészek                      | Fleabag                    | Amazon Prime Video        |                    |     |

### 2020-as évek
| Év                 | Színész                     | Színész                 | Szerep                       | Magyar cím                   | Eredeti cím | Adó       |
| 2020 27. gála      |                             |                         |                              |                              |             |           |
| ------------------ | --------------------------- | ----------------------- | ---------------------------- | ---------------------------- | ----------- | --------- |
| 2020 27. gála      |                             | Jason Sudeikis          | Ted Lasso                    | Ted Lasso                    | Ted Lasso   | Apple TV+ |
| 2020 27. gála      | Nicholas Hoult              | III. Péter orosz cár    | Nagy Katalin – A kezdetek    | The Great                    | Hulu        |           |
| 2020 27. gála      | Dan Levy                    | David Rose              |                              | Schitt's Creek               | Pop         |           |
| 2020 27. gála      | Eugene Levy                 | Johnny Rose             |                              | Schitt's Creek               | Pop         |           |
| 2020 27. gála      | Ramy Yousef                 | Ramy Hassan             | Ramy                         | Ramy                         | Hulu        |           |
| 2021 28. gála      |                             |                         |                              |                              |             |           |
|                    | Jason Sudeikis              | Ted Lasso               | Ted Lasso                    | Ted Lasso                    | Apple TV+   |           |
| Michael Douglas    | Sandy Kominsky              | A Kominsky-módszer      | The Kominsky Method          | Netflix                      |             |           |
| Brett Goldstein    | Roy Kent                    | Ted Lasso               | Ted Lasso                    | Apple TV+                    |             |           |
| Steve Martin       | Charles Haden-Savage        | Gyilkos a házban        | Only Murders in the Building | Hulu                         |             |           |
| Martin Short       | Oliver Putnam               | Gyilkos a házban        | Only Murders in the Building | Hulu                         |             |           |
| 2022 29. gála      |                             |                         |                              |                              |             |           |
|                    | Jeremy Allen White          | Carmen "Carmy" Berzatto | A mackó                      | The Bear                     | FX on Hulu  |           |
| Anthony Carrigan   | NoHo Hank                   | Barry                   | Barry                        | HBO                          |             |           |
| Bill Hader         | Barry Berkman / Barry Block | Barry                   | Barry                        | HBO                          |             |           |
| Steve Martin       | Charles-Haden Savage        | Gyilkos a házban        | Only Murders in the Building | Hulu                         |             |           |
| Martin Short       | Oliver Putnam               | Gyilkos a házban        | Only Murders in the Building | Hulu                         |             |           |
| 2023 30. gála      |                             |                         |                              |                              |             |           |
|                    | Jeremy Allen White          | Carmen "Carmy" Berzatto | A mackó                      | The Bear                     | FX on Hulu  |           |
| Brett Goldstein    | Roy Kent                    | Ted Lasso               | Ted Lasso                    | Apple TV+                    |             |           |
| Jason Sudeikis     | Ted Lasso                   | Ted Lasso               | Ted Lasso                    | Apple TV+                    |             |           |
| Bill Hader         | Barry Berkman               | Barry                   | Barry                        | HBO                          |             |           |
| Ebon Moss-Bachrach | Richard "Richie" Jerimovich | A mackó                 | The Bear                     | FX on Hulu                   |             |           |
| 2024 31. gála      |                             |                         |                              |                              |             |           |
|                    | Martin Short                | Oliver Putnam           | Gyilkos a házban             | Only Murders in the Building | Hulu        |           |
| Jeremy Allen White | Carmen "Carmy" Berzatto     | A mackó                 | The Bear                     | Hulu                         |             |           |
| Adam Brody         | Noah Roklov                 | Bármit, csak ezt ne     | Nobody Wants This            | Netflix                      |             |           |
| Ted Danson         | Charles Nieuwendyk          | Beépített öregúr        | A Man on the Inside          | Netflix                      |             |           |
| Harrison Ford      | Dr. Paul Rhoades            | Direkt terápia          | Shrinking                    | Apple TV+                    |             |           |

## Rekordok

### Többszörös győzelmek

#### két győzelem
- Michael J. Fox
- John Lithgow
- Jason Sudeikis
- Jeremy Allen White

#### három győzelem
- Sean Hayes
- William H. Macy

#### négy győzelem
- Tony Shalhoub

#### hét győzelem
- Alec Baldwin

### Többszörös jelölések
| - Anthony Anderson - Alan Arkin - Jason Bateman - Peter Boyle - Michael J. Fox - Brett Goldstein - Jason Lee - John Lithgow - Steve Martin - Paul Reiser - Charlie Sheen - Jeffrey Tambor - Louis C.K. - Larry David - Michael Douglas - Peter MacNicol - Jeremy Piven - Michael Richards - Martin Short - Eric Stonestreet - Jason Sudeikis - Jeremy Allen White | - Bill Hader - William H. Macy - Jim Parsons - Jason Alexander - Ray Romano - Steve Carell - Ty Burrell - Sean Hayes - Alec Baldwin - Kelsey Grammer - David Hyde Pierce - Tony Shalhoub |

## Fordítás
- Ez a szócikk részben vagy egészben  a   Screen Actors Guild Award for Outstanding Performance by a Male Actor in a Comedy Series című angol Wikipédia-szócikk fordításán alapul.  Az eredeti cikk szerkesztőit annak laptörténete sorolja fel. Ez a jelzés csupán a megfogalmazás eredetét és a szerzői jogokat jelzi, nem szolgál a cikkben szereplő információk forrásmegjelöléseként.